# Hyneria
Hyneria es un género extinto de peces sarcopterigios de la subclase Tetrapodomorpha. Fue un depredador que vivió durante el Devónico, hace unos 360 millones de años. Medía hasta dos metros de longitud, y llegaba a pesar hasta media toneladas. Tenía potentes mandíbulas y dientes muy afilados, podía nadar muy rápido, convirtiéndole en un depredador letal.
En 1968, dientes fosilizados, huesos y una aleta fueron hallados por Keith Thompson en el Esquisto Red Hill de Pensilvania, Estados Unidos. desde el descubrimiento original, se han hallado muchos más especímenes. Sin embargo, nunca se ha recuperado un esqueleto completo. Hyneria es considerado el mayor y más comúnmente pez de aletas lobuladas hallado en el Esquisto Red Hill.

## Etimología
Hyneria significa "de Hyner", ya que los primeros fósiles de Hyneria fueron hallados cerca de Hyner (Pensilvania).

## En la cultura popular
Hyneria apareció en la miniserie de televisión de la BBC Walking with Monsters. Se representaba a una hembra de Hyneria de 5 m (cuando solo medían 2) tratando de capturar presas resbalando en el barro como una morsa para capturar dos Hynerpeton (mientras el narrador explica que podía "atacar como una orca a la caza de una foca").